# Vlag van Montenegro
De huidige vlag van Montenegro (Montenegrijns: Застава Црне Горе, Zastava Crne Gore) werd op 12 juli 2004 aangenomen. Zij bestaat uit een rood, goud omrand veld met in het midden het wapen van Montenegro. Dit wapen is opnieuw aangenomen in 1993 en is, in enigszins gewijzigde vorm, het wapen dat de vorsten van het negentiende-eeuwse onafhankelijke Montenegro gebruikten. Het invoeren van deze vlag en het wapen door de Montenegrijnse regering, duidt erop dat men een verband wil leggen met het historische Montenegrijnse koninkrijk, om zo een eigen Montenegrijnse staat te legitimeren. Van 2003 tot 2006 maakte Montenegro deel uit van de federatie Servië en Montenegro.

## Historische vlaggen
Als prinsdom gebruikte Montenegro een rode vlag met een wit kruis, waarin het midden de letters van de opeenvolgende vorsten stonden. Montenegro werd in 1910 een koninkrijk, waarbij een nieuwe vlag werd aangenomen. De staatsvlag staat hieronder afgebeeld; de civiele vlag was een rood-blauw-witte horizontale driekleur met in de blauwe baan de rode cyrillische letters H.I. (staande voor Nicolaas I) onder een rode kroon. In 1918 verloor Montenegro zijn onafhankelijkheid: het gebied werd bij het Koninkrijk der Serviërs, Kroaten en Slovenen gevoegd. Tot 1945 had Montenegro derhalve geen eigen vlag. In dat jaar ontstond de Montenegrijnse republiek als onderdeel van Joegoslavië. De vlag van deze republiek was een rood-blauw-witte driekleur met een rode ster in het midden. De vlag werd op 31 december 1946 officieel aangenomen. De driekleur van Montenegro dateert echter van omstreeks 1880. In 1993 werden drie veranderingen doorgevoerd: de blauwe kleur werd lichter gemaakt, de hoogte-breedteverhouding werd veranderd van 2:3 in 1:3 en de rode ster werd verwijderd.
| Vexillologisch symbool voor een buiten gebruik gestelde vlag | Vexillologisch symbool voor een buiten gebruik gestelde vlag | Vexillologisch symbool voor een buiten gebruik gestelde vlag |
| Vexillologisch symbool voor een buiten gebruik gestelde vlag | Vexillologisch symbool voor een buiten gebruik gestelde vlag | Vexillologisch symbool voor een buiten gebruik gestelde vlag |